# 1627

## Родени
- Хатидже Турхан, валиде султан
- 2 август – Самуел ван Хоогстратен, холандски художник